# 서매수
서매수(徐邁修, 1731년 ~ 1818년)는 조선 후기의 문신이다. 자는 덕이(德而), 호는 당헌(戇軒), 시호는 익헌(翼憲), 본관은 대구이다. 1787년(정조 11) 문과에 급제해서, 정조 때 청요직을 두루 지내고, 순조 때 판서와 우의정, 좌의정을 거쳐 순조 때 영의정을 지냈다. 노론의 핵심인물이며, 영조와 정조의 측근이었다.

## 생애
영조 때 음보로 참봉이 되면서 관직생활을 시작했다. 이후 신령현감과 당진현감을 했다.
1787년(정조 11) 56세의 나이로 정시문과에 을과로 급제하였다. 지평, 부수찬 등을 지내고, 이후 당상관에 올라 승지, 부제조, 의주부윤, 이조참의, 도승지, 부사직, 우승지, 대사간을 했고 이후 다시 도승지가 된다. 이후 황해도관찰사로 나갔다.
이후 이조참판이 되며 재상에 승진, 그리고 대사헌, 승지, 대사간과 이조참판을 했고, 이후 대사헌, 지돈녕부사, 우참찬, 공조판서, 형조판서, 동지정사, 좌참찬, 예조판서, 이조판서, 판의금부사, 병조판서, 제조 등을 했다. 한용귀, 남공철, 임한호, 김재찬, 김사목, 이경일 등과 김조순을 후원하기도 했다.
1804년(순조 4) 우의정과 좌의정을 거쳐 영의정에까지 이르렀으나, 노론 시파로써 시파에 치우친 인사를 해서 공격받고 김달순과 연루되어 한때 대간의 탄핵을 받아 유배되었다. 1813년 판중추부사로 다시 서용된 뒤 1818년에 세상을 떠난다.

## 사후
사후 순조는 서매수에게 익헌(翼憲)의 시호를 내렸다.